# سر جريمة تشيمنيز
سر جريمة تشيمنيز أو أسرار المداخن, بالإنجليزيةThe Secret of Chimneys, رواية تحقيق من تأليف اغاثا كريستي، نشرت لأول مرة في المملكة المتحدة من طرف رئيس بدلي في يونيو/حزيران 1925 وفي الولايات المتحدة من طرف «شركة دود وميد» لاحقا في نفس العام. ظهرت في الرواية شخصية المشرف باتل والليدي ايلين «بندل» برنت.

## ملخص الرواية
انتوني كايد، شاب إنجليزي يعمل كمرشد سياحي في أفريقيا، يلتقي صدقة بصديقه جيمس مكغراث الذي يطلب منه إيصال طرد إلى لندن يحتوي على مذكرات ورسائل للوزير الأول السابق لمملكة هيرزوسلوفاكيا. يقبل انتوني بالمهمة بسبب المكافأة الكبيرة التي عرضت عليه في حالة نجاح المهمة. لكن الأمور لا تسير بالبساطة التي كان يظنها كايد، فعند وصوله إلى لندن يزوره شخص غريب ينتمي لعصابة إجرامية، ثم يتعرض لعملية سرقة من طرف نادله الإيطالي، وكل منهما يريد الحصول على كتابات الوزير الأول السابق التي يحملها.
كان مهمته التالية تنص على إيصال رسائل الوزير إلى امرأة شابة، تدعى فيرجينيا ريفيل، لكن عند وصوله إلى منزلها، يجد جثة النادل الإيطالي، يتضح أن هذا النادل قام بسرقة إحدى الرسائل، موقعة باسم فيرجينيا، ثم جاء إلى منزل فيرجينيا وابتزها وهددها بفضحها إن لم تعطه نقودا لقاء صمته، فترضخ له فيرجينيا وتعطيه مبلغا من المال وتعده بإعطائه المزيد في وقت لاحق، وعندما حان ذلك الوعد، جاءت لتجد ذلك الإيطالي ميتا قرب بيتها، وتنكر فيرجينيا علاقتها بتلك الرسائل. يجد كايد ملاحظة كتب عليها «تشمينيز 11.45», وعند وصوله لذلك الموعد يسمع صوت إطلاق نار، ويتم إيجاد جثة تعود لأمير يدعى مايكل، وريث عرش مملكة هيرزوسلوفاكيا، وكان يقيم في تشمينيز لحضور حفلة أقامها اللورد كاترهام، صديق السياسي البريطاني جورج لوماكس، الذي يتضح أنه قريب لفيرجينيا. يجد كايد نفسه متهما بارتكاب جريمة قتل، لكن المشرف باتل، المكلف بالقضية، غير مقتنع بأن كايد هو القاتل لأنه لا يمتلك دافعا لقتل الأمير.
تزداد الأمور تعقيدا عندما يصل محقق فرنسي يبحث عن سارق يدعى الملك فيكتور، الذي قام بسرقة جوهرة ألماس من برج لندن، وقام بإخفائها في تشمينيز في مكان مجهول منذ عدة سنوات، وقبل بضعة أشهر تم إطلاق سراحه من سجنه في باريس. يظن المحقق الفرنسي أن الملك فيكتور سيعود إلى تشيمنيز ليسترجع الجوهرة المخفية، حيث أن هذا السارق يمكن أن يكون أي واحد من الضيوف المقيمين في تشيمنيز. كايد هو الآخر يكون مهتما بإيجاد الملك فيكتور، لأنه يظن أنه هو القاتل الحقيقي، وبإيجاده ستتم تبرئته من التهمة التي وجهت اليه.

## الشخصيات
سر جريمة تشيمنيز
(ترد الهويات الأخرى التي تلعبها الشخصيات في سياق الرواية [بين قوسين معقوفين]).
سكان «تشيمنيز» والضيوف في الحفلة المنزلية
- كليمنت إدوارد أليستير برنت، الماركيز التاسع لكاترهام، اللورد كاترهام
- السيدة إيلين «بندل» برنت، الابنة الكبرى للورد كاترهام
- فرجينيا ريفيل، قريبة جورج لوماكس، ابنة أحد الزملاء، وهي إحدى جميلات المجتمع وأرملة تيموثي ريفيل، المبعوث البريطاني السابق إلى هيرزوسلوفاكيا؛ وتبلغ من العمر 27 سنة.
- هيرام بّي. فيش، جامع الطبعات الأولى، دُعي إلى المنزل من قِبل اللورد كاترهام [عميل أمريكي يتعقب الملك فيكتور]
- هيرمان آيزاكشتاين، مُموّل إحدى نقابات النفط البريطانية
- تريدويل، رئيس الخدم
- الآنسة جينيفيف برن، مربية فرنسية لشقيقتي السيدة إيلين الصغيرتين دولسي ودايسي [الملكة السابقة فاراغا من هيرزوسلوفاكيا]

أصدقاء في جنوب إفريقيا
- أنتوني كايد، مغامر تلقى تعليمه في بريطانيا، ذو حظ عاثر في بداية الرواية؛ يبلغ من العمر 32 عامًا مع مضي 14 عامًا على آخر وجود له في إنجلترا.
- جيمس مكغراث، وهو رجل كندي يسعى دائمًا إلى الحصول على الذهب، يُطلب منه تسليم طرد إلى لندن
- الحكومة البريطانية
- فخامة السيد جورج لوماكس، من وزارة الخارجية
- بيل إيفرسلي، الذي يعمل مع جورج لوماكس، وهو أحد أعضاء مجلس النواب

الهيرزوسلوفاكيون
- الأمير مايكل أوبولوفيتش من هيرزوسلوفاكيا [السيد هولمز من بالدرسون وهودجكينز، الناشرون] [الكونت ستانيسلاوس]، ضحية جريمة القتل الثانية
- النقيب أندراسي، السائس التابع له
- بوريس أنكوكوف، خادمه
- البارون لولوبريتزيل، ممثل لندن عن حزب الموالاة في هيرزوسلوفاكيا
- الأمير نيكولاس أبولوفيتش من هيرزوسلوفاكيا [أنتوني كايد، مغامر] [جيمس مكغراث]، نشأ وتعلم في إنجلترا
- الهولندي بيدرو، أحد عملاء «رفاق اليد الحمراء»

الشرطة والمحققين الجنائيين
- المفتش بادجوورثي، من الشرطة المحلية.
- الدكتور كارترايت، أخصائي علم الأمراض
- كونستابل جونسون، أحدث المنضمين إلى الشرطة المحلية، تربطه علاقات مع رئيس محطة القطار، وبالتالي هو على علم بجميع القادمين والمغادرين بالقطار.
- المشرف باتل من سكوتلاند يارد، دائمًا في عين الحدث.
- السيد لوميان من سورتي، محقق فرنسي يلاحق الملك فيكتور أيضًا.
- الأستاذ وينوود، محلل الرموز.

الآخرون
- جيوسيب مانوالي، نادل إيطالي في فندق بليتز، وهو لص ومبتزّ، أول ضحايا جرائم القتل
- الملك فيكتور، سارق مجوهرات عالمي أُطلق سراحه مؤخرًا من السجن في فرنسا [السيد شيلز، ضيف في نزل محلي، الكريكيترز] [السيد لوميان من سورتي] [النقيب أونيل] [الأمير نيكولاس أبولوفيتش من هيرزوسلوفاكيا في أمريكا]، رجل فخور بمهاراته في السرقة والتخفي، وهذا ما ظهر في دوره بصفته السيد لوميان؛ مطلوب للعدالة في ثلاث دول
- أنجيل موري، راقصة سابقة في فوليس بيرجير، إحدى لصوص المجوهرات في عصابة الملك فيكتور، تحولت لاحقًا إلى الملكة فاراغا من هيرزوسلوفاكيا [الآنسة برن، مربية فرنسية لبنات برنت]. قتلت الأمير مايكل، وقُتلت ببندقيتها الخاصة خلال صراعها مع بوريس.

## تعليقات
- قامت اغاثا كريستي في هذه الرواية بالحديث عن بلد أوروبي خيالي يقع في وسط أوروبا، وهو مملكة هيرزوسلوفاكيا، حيث لا وجود لهذا البلد في الواقع.
- كانت هذه الرواية أول ظهور لشخصية المشرف باتل، الذي سيظهر في روايات أخرى:لغز الأقراص السبعة، الورق على الطاولة(وظهرت في هذه الرواية أيضا شخصية المحقق البلجيكي المشهور هيركيول بوارو), الجريمة سهلة وساعة الصفر.
- انطلقت الرواية من أفريقيا، وهذا تأثرا من اغاثا كريستي بالرحلة التي قامت بها مع زوجها الأول، ارشيبولد كريستي، إلى أفريقيا.

## الاقتباس
- قامت اغاثا كريستي بتحويل الرواية إلى نص مسرحية عام 1931, لكن لم يتم تمثيلها على خشبة المسرح إلا عام 2013 في كندا.
- تم تحويل الرواية إلى رواية مصورة عام 2007 .
- تم اقتباس إحدى حلقات مسلسل "أغاثا كريستي ماربل" عام 2010 من إنتاج قناة ITV وبطولة جوليا مكنزي بدور الآنسة ماربل، وقد حملت الحلقة العديد من التغييرات في الأحداث والشخصيات، من بينها إضافة شخصية الآنسة ماربل التي لم تكن موجودة في الرواية.[1]

## العناوين العالمية
ترجمت الرواية إلى العربية بعنوان «سر جريمة تشيمنيز» من طرف مكتبة جرير. و«الجريمة الأخيرة» من قبل دار ميوزيك للنشر.
تم الحفاظ على العنوان الأصلي في بعض الترجمات، وتغييره في ترجمات أخرى مثل:«سر رسائل الحب» في الترجمة الفنلندية، «الرسائل القاتلة» في الترجمة النرويجية، «لغز في القصر» في الترجمة التركية، «مذكرات ايرل» في الترجمة الألمانية.

## روابط خارجية
معلومات حول الرواية في الموقع الرسمي لأغاثا كريستي (باللغة الإنجليزية).